# Tour de Langkawi 2012
Il Tour de Langkawi 2012, diciassettesima edizione della corsa, si svolse dal 24 febbraio al 4 marzo su un percorso di 1415 km ripartiti in 10 tappe. Fu vinto dal colombiano José Serpa della Androni Giocattoli davanti al venezuelano José Rujano e all'altro colombiano Victor Niño.

## Tappe
| Tappa  | Data        | Percorso                                  | km    | Vincitore di tappa | Leader cl. generale |
| ------ | ----------- | ----------------------------------------- | ----- | ------------------ | ------------------- |
| 1ª     | 24 febbraio | Putrajaya > Putrajaya (cron. individuale) | 20,3  | David Zabriskie    | David Zabriskie     |
| 2ª     | 25 febbraio | Putrajaya > Melaka                        | 151   | Andrea Guardini    | David Zabriskie     |
| 3ª     | 26 febbraio | Melaka > Parit Sulong                     | 187,6 | Andrea Guardini    | David Zabriskie     |
| 4ª     | 27 febbraio | Batu Pahat > Muar                         | 169,4 | Andrea Guardini    | David Zabriskie     |
| 5ª     | 28 febbraio | Ayer Keroh > Pandan Indah                 | 190   | José Serpa         | Darren Lapthorne    |
| 6ª     | 29 febbraio | Shah Alam > Genting Highlands             | 108   | José Serpa         | José Serpa          |
| 7ª     | 1º marzo    | Bentong > Kuantan                         | 205,8 | Marco Canola       | José Serpa          |
| 8ª     | 2 marzo     | Pekan > Cukai                             | 100,8 | Andrea Guardini    | José Serpa          |
| 9ª     | 3 marzo     | Kemasik > Kuala Terrenganu                | 165,7 | Andrea Guardini    | José Serpa          |
| 10ª    | 4 marzo     | Tasik Kenyir > Kuala Terrenganu           | 116,9 | Andrea Guardini    | José Serpa          |
| Totale | Totale      | Totale                                    | 1415  |                    |                     |

## Dettagli delle tappe

### 1ª tappa
- 24 febbraio: Putrajaya > Putrajaya (cron. individuale) – 20,3 km

| Pos. | Corridore        | Squadra      | Tempo   |
| ---- | ---------------- | ------------ | ------- |
| 1    | David Zabriskie  | Garmin-Sharp | 24'34"  |
| 2    | Adam Phelan      | Drapac       | a 1'00" |
| 3    | Darren Lapthorne | Drapac       | a 1'10" |

| Pos. | Corridore        | Squadra      | Tempo   |
| ---- | ---------------- | ------------ | ------- |
| 1    | David Zabriskie  | Garmin-Sharp | 24'34"  |
| 2    | Adam Phelan      | Drapac       | a 1'00" |
| 3    | Darren Lapthorne | Drapac       | a 1'10" |

### 2ª tappa
- 25 febbraio: Putrajaya > Melaka – 151 km

| Pos. | Corridore              | Squadra          | Tempo    |
| ---- | ---------------------- | ---------------- | -------- |
| 1    | Andrea Guardini        | Farnese Vini     | 3h35'19" |
| 2    | Jacobe Keough          | UnitedHealthcare | s.t.     |
| 3    | Christian Delle Stelle | Colnago          | s.t.     |

| Pos. | Corridore        | Squadra      | Tempo    |
| ---- | ---------------- | ------------ | -------- |
| 1    | David Zabriskie  | Garmin-Sharp | 3h59'53" |
| 2    | Adam Phelan      | Drapac       | a 1'00"  |
| 3    | Darren Lapthorne | Drapac       | a 1'10"  |

### 3ª tappa
- 26 febbraio: Melaka > Parit Sulong – 187,6 km

| Pos. | Corridore       | Squadra         | Tempo    |
| ---- | --------------- | --------------- | -------- |
| 1    | Andrea Guardini | Farnese Vini    | 4h30'11" |
| 2    | Raymond Kreder  | Garmin-Sharp    | s.t.     |
| 3    | Anuar Manan     | Champion System | s.t.     |

| Pos. | Corridore        | Squadra      | Tempo    |
| ---- | ---------------- | ------------ | -------- |
| 1    | David Zabriskie  | Garmin-Sharp | 8h30'04" |
| 2    | Adam Phelan      | Drapac       | a 1'00"  |
| 3    | Darren Lapthorne | Drapac       | a 1'10"  |

### 4ª tappa
- 27 febbraio: Batu Pahat > Muar – 169,4 km

| Pos. | Corridore       | Squadra          | Tempo    |
| ---- | --------------- | ---------------- | -------- |
| 1    | Andrea Guardini | Farnese Vini     | 3h57'11" |
| 2    | Jacobe Keough   | UnitedHealthcare | s.t.     |
| 3    | Hariff Salleh   | Terengganu       | s.t.     |

| Pos. | Corridore        | Squadra      | Tempo     |
| ---- | ---------------- | ------------ | --------- |
| 1    | David Zabriskie  | Garmin-Sharp | 12h27'15" |
| 2    | Adam Phelan      | Drapac       | a 1'00"   |
| 3    | Darren Lapthorne | Drapac       | a 1'10"   |

### 5ª tappa
- 28 febbraio: Ayer Keroh > Pandan Indah – 190 km

| Pos. | Corridore        | Squadra       | Tempo    |
| ---- | ---------------- | ------------- | -------- |
| 1    | José Serpa       | Androni Gioc. | 4h32'17" |
| 2    | Darren Lapthorne | Drapac        | s.t.     |
| 3    | Matteo Rabottini | Farnese Vini  | a 11"    |

| Pos. | Corridore           | Squadra      | Tempo     |
| ---- | ------------------- | ------------ | --------- |
| 1    | Darren Lapthorne    | Drapac       | 17h00'36" |
| 2    | Thomas Danielson    | Garmin-Sharp | a 37"     |
| 3    | Alexsandr Dyachenko | Astana       | a 46"     |

### 6ª tappa
- 29 febbraio: Shah Alam > Genting Highlands – 108 km

| Pos. | Corridore   | Squadra         | Tempo    |
| ---- | ----------- | --------------- | -------- |
| 1    | José Serpa  | Androni Gioc.   | 3h09'37" |
| 2    | Victor Niño | Azad University | a 2"     |
| 3    | José Rujano | Androni Gioc.   | a 46"    |

| Pos. | Corridore   | Squadra         | Tempo     |
| ---- | ----------- | --------------- | --------- |
| 1    | José Serpa  | Androni Gioc.   | 20h11'11" |
| 2    | José Rujano | Androni Gioc.   | a 30"     |
| 3    | Victor Niño | Azad University | a 56"     |

### 7ª tappa
- 1º marzo: Bentong > Kuantan – 205,8 km

| Pos. | Corridore     | Squadra | Tempo    |
| ---- | ------------- | ------- | -------- |
| 1    | Marco Canola  | Colnago | 4h25'17" |
| 2    | Joonyong Seo  | Seoul   | s.t.     |
| 3    | Sergey Klimov | Rusvelo | s.t.     |

| Pos. | Corridore   | Squadra       | Tempo     |
| ---- | ----------- | ------------- | --------- |
| 1    | José Serpa  | Androni Gioc. | 24h38'10" |
| 2    | José Rujano | Androni Gioc. | a 30"     |
| 3    | Victor Niño | Azad Univ.    | a 56"     |

### 8ª tappa
- 2 marzo: Pekan > Cukai – 100,8 km

| Pos. | Corridore       | Squadra          | Tempo    |
| ---- | --------------- | ---------------- | -------- |
| 1    | Andrea Guardini | Farnese Vini     | 2h13'27" |
| 2    | Hariff Salleh   | Terengganu       | s.t.     |
| 3    | Jacobe Keough   | UnitedHealthcare | s.t.     |

| Pos. | Corridore   | Squadra       | Tempo     |
| ---- | ----------- | ------------- | --------- |
| 1    | José Serpa  | Androni Gioc. | 26h51'37" |
| 2    | José Rujano | Androni Gioc. | a 30"     |
| 3    | Victor Niño | Azad Univ.    | a 56"     |

### 9ª tappa
- 3 marzo: Kemasik > Kuala Terrenganu – 165,7 km

| Pos. | Corridore       | Squadra      | Tempo    |
| ---- | --------------- | ------------ | -------- |
| 1    | Andrea Guardini | Farnese Vini | 3h27'06" |
| 2    | Matteo Pelucchi | Europcar     | s.t.     |
| 3    | Raymond Kreder  | Garmin-Sharp | s.t.     |

| Pos. | Corridore   | Squadra       | Tempo     |
| ---- | ----------- | ------------- | --------- |
| 1    | José Serpa  | Androni Gioc. | 30h18'43" |
| 2    | José Rujano | Androni Gioc. | a 30"     |
| 3    | Victor Niño | Azad Univ.    | a 56"     |

### 10ª tappa
- 4 marzo: Tasik Kenyir > Kuala Terrenganu – 116,9 km

| Pos. | Corridore       | Squadra          | Tempo    |
| ---- | --------------- | ---------------- | -------- |
| 1    | Andrea Guardini | Farnese Vini     | 2h36'42" |
| 2    | Jacobe Keough   | UnitedHealthcare | s.t.     |
| 3    | Sonny Colbrelli | Colnago          | s.t.     |

| Pos. | Corridore   | Squadra       | Tempo     |
| ---- | ----------- | ------------- | --------- |
| 1    | José Serpa  | Androni Gioc. | 32h55'31" |
| 2    | José Rujano | Androni Gioc. | a 30"     |
| 3    | Victor Niño | Azad Univ.    | a 1'03"   |

## Classifiche finali

### Classifica generale
| Pos. | Corridore              | Squadra                    | Tempo     |
| ---- | ---------------------- | -------------------------- | --------- |
| 1    | José Serpa             | Androni Giocattoli         | 32h55'31" |
| 2    | José Rujano            | Androni Giocattoli         | a 30"     |
| 3    | Victor Niño            | Azad University Cross Team | a 1'03"   |
| 4    | Alexsandr Dyachenko    | Astana Pro Team            | a 2'20"   |
| 5    | Jackson Rodríguez      | Androni Giocattoli         | a 3'50"   |
| 6    | Stefano Locatelli      | Colnago-CSF Inox           | a 4'15"   |
| 7    | Ghader Mizbani Iranagh | Tabriz Petrochemical Team  | a 4'23"   |
| 8    | Andrey Zeits           | Astana Pro Team            | a 4'28"   |
| 9    | Dennis Van Niekerk     | MTN Qhubeka                | a 4'33"   |
| 10   | Joseph Cooper          |                            | a 4'44"   |